# Reuzenslangen
Reuzenslangen (Boidae) zijn een familie van slangen die behoort tot de superfamilie Booidea. Alle soorten leven in warme streken en zijn roofdieren die jagen op levende prooien. Reuzenslangen bereiken in de regel een lichaamslengte van enkele meters maar er zijn ook kleinere soorten die aanzienlijk minder lang worden. Sommige soorten zijn bij het grote publiek gekend omdat ze erg groot worden of vaak in dierentuinen worden gehouden.
De bekendste en tevens een van de langste soorten zijn de boa constrictor en de anaconda. Deze slangen worden gemiddeld respectievelijk drie en vijf meter lang.

## Verspreiding en habitat
Reuzenslangen komen over de gehele wereld voor rond de evenaar. Noordelijk komen ze voor tot in Noord-Amerika en zuidelijk zijn soorten aan te treffen tot in zuidelijk Afrika.
Reuzenslangen worden verdeeld in drie onderfamilies die een afwijkend verspreidingsgebied hebben. De echte boa's of Boinae komen voor in Midden- en Zuid-Amerika en delen van Azië zoals Nieuw-Guinea, eilanden in het zuiden van de Grote Oceaan en West-Indië. De Erycinae komen voor in Noord-Amerika, grote delen van Afrika en delen van het Midden-Oosten en zuidelijk en centraal Azië. De vertegenwoordigers van de onderfamilie Ungaliophiinae ten slotte zijn alleen te vinden in delen van Midden-Amerika en noordelijk Zuid-Amerika.

## Uiterlijke kenmerken

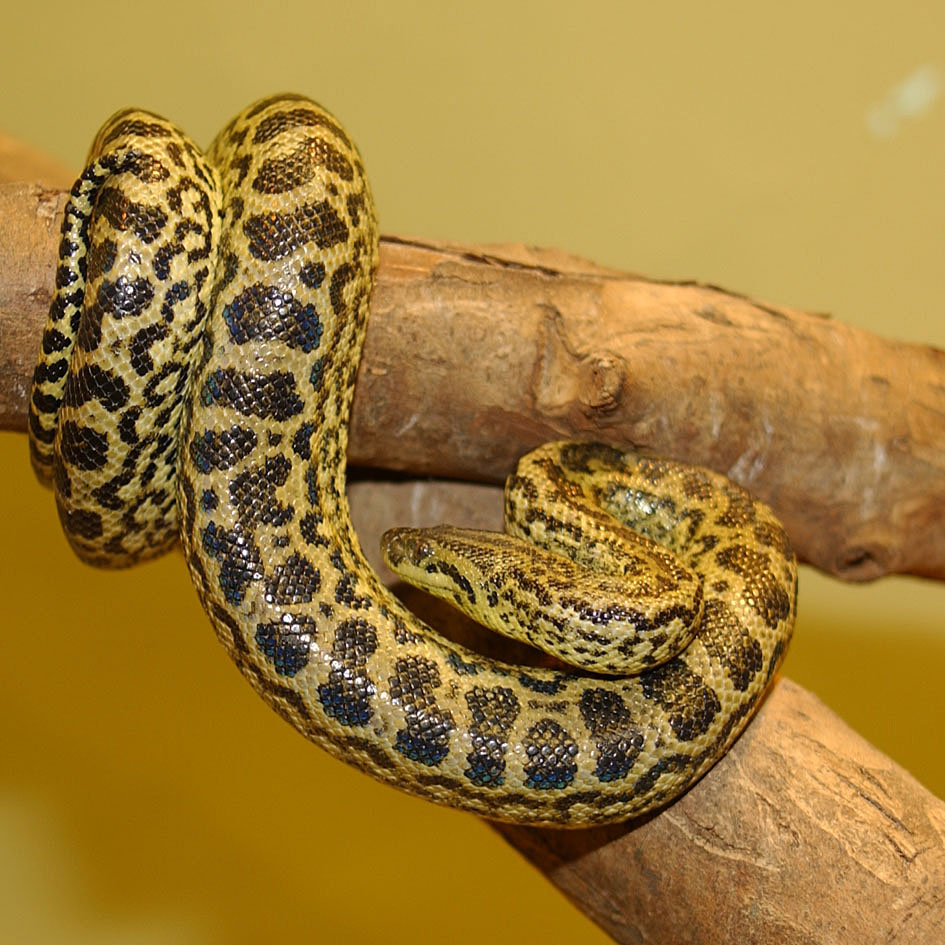
Jonge dwerganaconda (Eunectes notaeus)

Reuzenslangen zijn een zeer gevarieerde groep van slangen die vertegenwoordigd worden door zeer lange soorten maar er zijn ook reuzenslangen die niet langer worden dan een meter. Tot de grotere soorten behoren de anaconda (Eunectes murinus) en de boa constrictor, die respectievelijk tot ongeveer vier tot zes meter en tot ongeveer drie meter lang worden. Van de anaconda zijn geen officiële uitschieters van acht meter bekend, zoals men vaak gelooft. De kleinste soorten bereiken een aanzienlijk kortere lichaamslengte en worden meestal niet langer dan 60 centimeter; een voorbeeld is de rubberboa (Charina bottae).
De meeste reuzenslangen hebben een onopvallende kleur die meestal bruin is. Veel soorten hebben vlekken of tekeningen op het lichaam, zoals een nettekening of een luipaardtekening. Andere soorten hebben een egale kleur, zoals de helder groen gekleurde groene hondskopboa (Corallus caninus).
Fylogenetisch gezien vormen reuzenslangen in vergelijking met andere slangen een primitieve groep. Alle soorten hebben verschillende lichaamskenmerken die bij de meeste andere slangen niet meer aanwezig zijn, maar wel voorkomen bij de gemeenschappelijke voorouders van alle slangen:
- Een voorbeeld zijn de gepaarde longen. De linker en rechter long zijn vrijwel even groot, terwijl bij andere slangen alleen de rechter long ontwikkeld is. Deze aanpassing dient om ruimte in het lichaam te sparen.
- Daarnaast hebben veel reuzenslangen restanten van het bekken en van achterpoten. Bij veel soorten zijn de resten van de achterpoten aan de buitenzijde van het lichaam nog te zien als kleine flapjes. Bij andere primitieve slangensoorten, waaronder de koningspython, spelen deze restanten een rol als stimulans bij de voortplanting. Bij de reuzenslangen zijn deze kleine uitsteeksels echter rudimentair. Bij veel modernere slangen (zoals de toornslangachtigen) ziet men deze restanten niet terug.

Reuzenslangen onderscheiden zich verder van andere slangen door de relatief kleine schubben op de kop en de bovenzijde van het lichaam. De schubben zijn vrijwel altijd een gladde structuur, al zijn er wel enkele uitzonderingen. Een voorbeeld zijn sommige zandboa's uit het geslacht Eryx.
Reuzenslangen zijn echter niet alleen maar als oervormen van de slangen aan te merken. De schedeldelen zijn in vergelijking met andere slangen juist zeer goed ontwikkeld en extreem flexibel.

## Levenswijze
Veel soorten worden als in gevangenschap gehouden, waardoor er veel bekend is over het gedrag en de levenswijze. Reuzenslangen vangen de prooi door deze te besluipen en vervolgens bliksemsnel te grijpen met de kaken. Zowel de boven- als de onderkaak bevat vele naar achteren gekromde tanden die dienen om de prooi te ankeren in de bek. Vervolgens wordt het gespierde lichaam rond de prooi gedraaid. De prooi sterft niet doordat het lichaam wordt samengedrukt zoals vaak wordt beweerd maar doordat de lichaamswindingen steeds strakker worden aangetrokken na iedere uitademing van het prooidier zodat deze uiteindelijk versmacht. Belangrijke prooidieren zijn vogels en zoogdieren maar ook reptielen worden wel gegrepen. Een prooidier wordt altijd van kop naar staart verzwolgen. Jongere reuzenslangen eten kleinere prooidieren zoals insecten. Veel dieren die door de volwassen slangen worden gegeten zijn aan te merken als vijanden voor de juveniele exemplaren.
Reuzenslangen zijn vaak boombewoners; sommige soorten echter graven holen en leven grotendeels ondergronds. Er zijn ook soorten die op de bodem leven en zich in de strooisellaag verstoppen. Daarnaast zijn er soorten die veel zwemmen en als waterbewoners zijn aan te merken.
Reuzenslangen zijn vrijwel altijd eierlevendbarend, de jongen komen levend ter wereld. De enige uitzondering is de eierleggende aardpython (Calabaria reinhardti).

## Naam en indeling

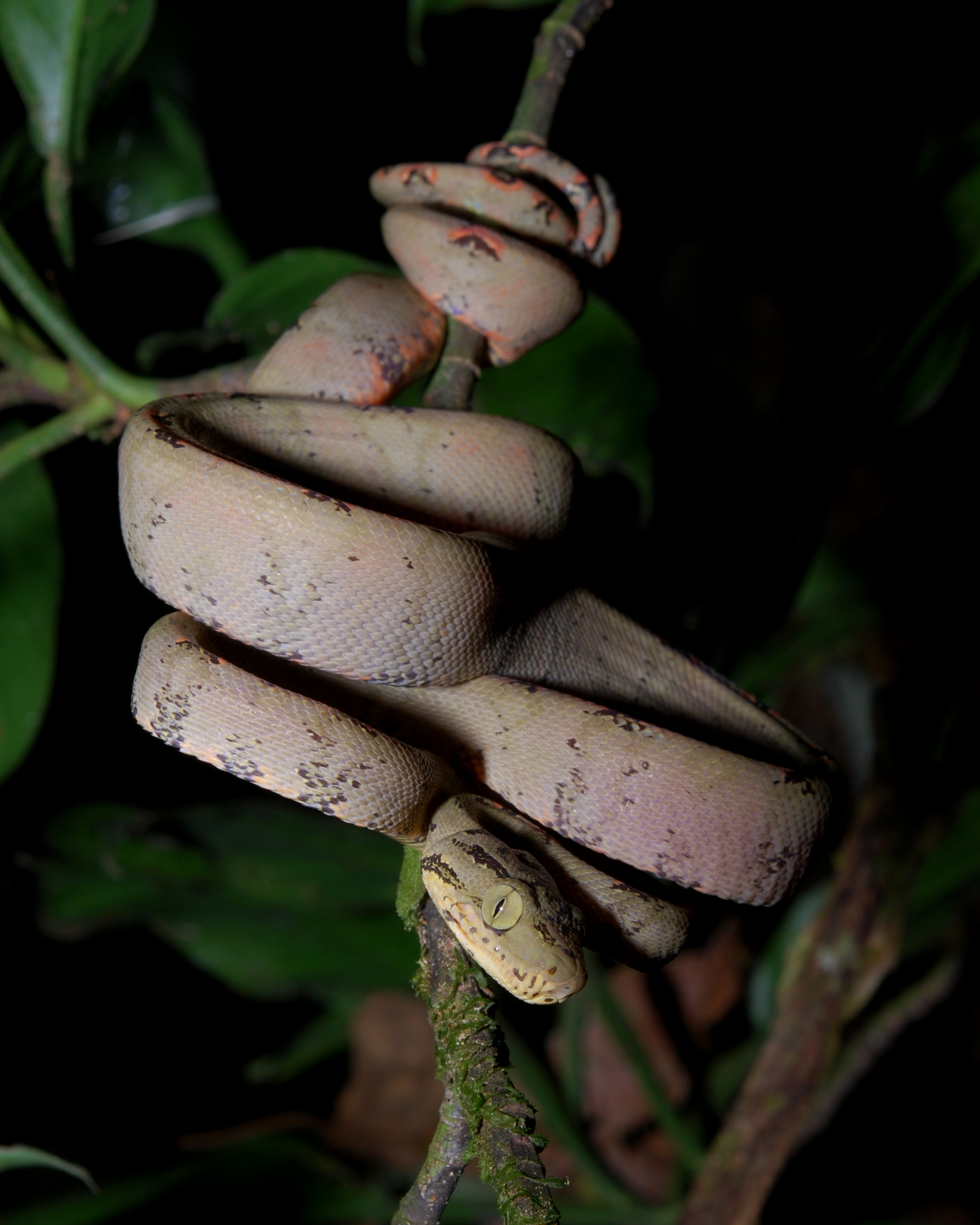
Tuinboa (Corallus hortulanus) in Ecuador.

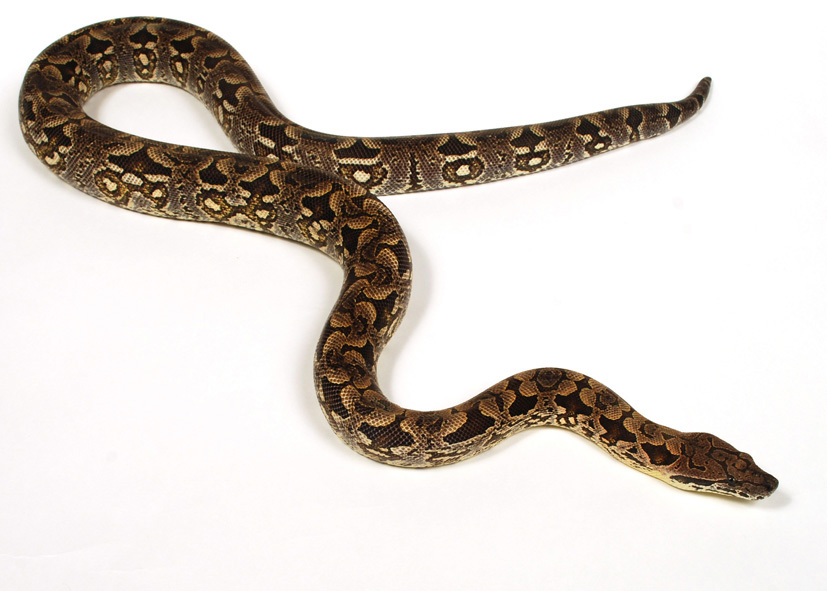
Dumerils Madagaskar-boa (Acrantophis dumerili)

De wetenschappelijke naam van de familie werd in 1825 voorgesteld door John Edward Gray. Reuzenslangen worden ook wel boa's, boa-achtigen of wurgslangen genoemd. Naast de Boidae zijn er ook andere slangenfamilies waarvan de soorten met 'boa' worden aangeduid, zoals de dwergboa's (Tropidophiidae) en de Round Island-boa’s (Bolyeridae). Deze twee groepen zijn sterker verwant aan de reuzenslangen dan aan andere families van slangen.
Lange tijd werden de pythons beschouwd als een onderfamilie van de reuzenslangen. Tegenwoordig wordt deze groep echter als een aparte familie van slangen beschouwd (Pythonidae). Reuzenslangen worden tegenwoordig verdeeld in zeven onderfamilies, die sterk verschillen in verspreidingsgebied. Het soortenaantal verandert regelmatig, zo werd de soort Sanzinia volontany beschreven in 2004, Chilabothrus argentum in 2016 en Eryx sistanensis in 2020. 
De onderfamilies zijn onderstaand weergegeven. 
| Onderfamilie Echte boa's (Boinae) Gray, 1825                            | Onderfamilie Echte boa's (Boinae) Gray, 1825 | Onderfamilie Echte boa's (Boinae) Gray, 1825 | Onderfamilie Echte boa's (Boinae) Gray, 1825 |
| Geslacht                                                                | Auteur                                       | Verspreidingsgebied                          | Aantal soorten                               |
| ----------------------------------------------------------------------- | -------------------------------------------- | -------------------------------------------- | -------------------------------------------- |
| Boa                                                                     | Linnaeus, 1758                               | Midden- en Zuid-Amerika                      | 4                                            |
| Chilabothrus                                                            | Duméril & Bibron, 1844                       | Caribisch Gebied                             | 13                                           |
| Corallus Hondskopboa's                                                  | Daudin, 1803                                 | Midden- en Zuid-Amerika                      | 9                                            |
| Epicrates Slanke boa's                                                  | Wagler, 1830                                 | Midden- en Zuid-Amerika                      | 5                                            |
| Eunectes Anaconda's                                                     | Wagler, 1830                                 | Zuid-Amerika                                 | 5                                            |
| Onderfamilie Calabariinae Gray, 1858                                    |                                              |                                              |                                              |
| Geslacht                                                                | Auteur                                       | Verspreidingsgebied                          | Aantal soorten                               |
| Calabaria Aardpython                                                    | Schlegel, 1851                               | Westelijk Afrika                             | 1                                            |
| Onderfamilie Pacifische boa's (Candoiinae) Pyron, Burbink & Wiens, 2013 |                                              |                                              |                                              |
| Geslacht                                                                | Auteur                                       | Verspreidingsgebied                          | Aantal soorten                               |
| Candoia Pacifische boa's                                                | Gray,1842                                    | Azië                                         | 5                                            |
| Onderfamilie Charininae Gray, 1849                                      |                                              |                                              |                                              |
| Geslacht                                                                | Auteur                                       | Verspreidingsgebied                          | Aantal soorten                               |
| Lichanura Roze boa's                                                    | Cope, 1861                                   | Noord-Amerika                                | 2                                            |
| Charina Rubberboa's                                                     | Gray, 1849                                   | Noord-Amerika                                | 2                                            |
| Onderfamilie Erycinae Bonaparte, 1831                                   |                                              |                                              |                                              |
| Geslacht                                                                | Auteur                                       | Verspreidingsgebied                          | Aantal soorten                               |
| Eryx Zandboa's                                                          | Daudin, 1803                                 | Afrika, Midden-Oosten en Azië                | 13                                           |
| Onderfamilie Sanziniinae A. S. Romer, 1956                              |                                              |                                              |                                              |
| Geslacht                                                                | Auteur                                       | Verspreidingsgebied                          | Aantal soorten                               |
| Acrantophis                                                             | Jan, 1863                                    | Afrika (Madagaskar)                          | 2                                            |
| Sanzinia                                                                | Gray, 1849                                   | Afrika (Madagaskar)                          | 2                                            |
| Onderfamilie Ungaliophiinae McDowell, 1987                              |                                              |                                              |                                              |
| Geslacht                                                                | Auteur                                       | Verspreidingsgebied                          | Aantal soorten                               |
| Exiliboa                                                                | Bogert, 1968                                 | Mexico                                       | 1                                            |
| Ungaliophis                                                             | Müller, 1880                                 | Midden- en Zuid-Amerika                      | 2                                            |